# 1470 Карла
1470 Карла (енгл. 1470 Carla) је астероид главног астероидног појаса са пречником од приближно 36,97 .
Афел астероида је на удаљености од 3,355 астрономских јединица (АЈ) од Сунца, а перихел на 2,963 АЈ.
Ексцентрицитет орбите износи 0,062, инклинација (нагиб) орбите у односу на раван еклиптике 3,221 степени, а орбитални период износи 2051,179 дана (5,615 година).
Апсолутна магнитуда астероида је 11,00 а геометријски албедо 0,051.
Астероид је откривен 17. септембра 1938. године.